# Міддлесекс (графство, Онтаріо)
 Міддлесекс графство  (англ. Middlesex County) — графство у провінції Онтаріо, Канада. Графство є переписним районом та адміністративною одиницею провінції.
Міддлесекс розташований в Південному Онтаріо.
Місто Лондон знаходиться в межах кордонів графства, проте є окремим муніципалітетом і не підзвітний уряду графства Міддлесекса але є адміністративним центром графства.

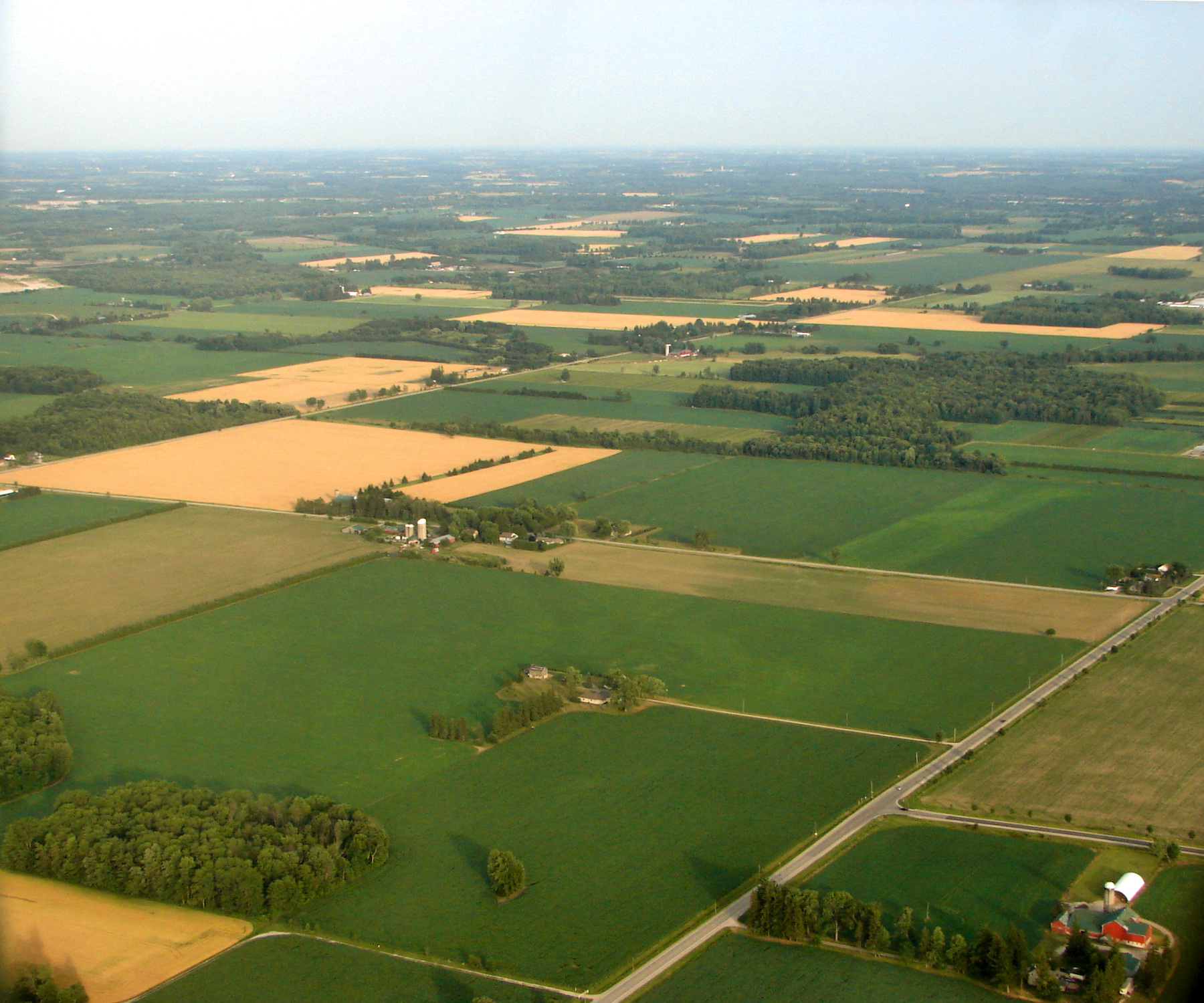
Теймс Центр, Онтаріо

## Адміністративний поділ
Селища і селах:
- Селище — Аделайд Меткалф (англ. Adelaide Metcalfe)

- - Спільноти: Аделайд (англ. Adelaide) Крейтей (англ. Crathie), Дежонг (англ. Dejong), Керквуд (англ. Kerwood), Кейсер (англ. Keyser), Моліфарі англ. Mullifarry), Нейпіер (англ. Napier), Наппертон англ. Napperton) , Спрингфілд (англ. Springfield), Валкерс (англ. Walkers) та Врейтманс Корнерс англ. Wrightmans Corners).

- Селище Лукан Біддолф (англ. Lucan Biddulph)

- - Спільноти: Біддолф (англ. Biddulph), Кландебой (англ. Clandeboye), Грантон (англ. Granton), Люкан (англ. Lucan).

- Міддлесекс Центр (англ. Middlesex Centre)
  - Спільноти: Арва (англ. Arva), Баллімот (англ. Ballymote), Бірр (англ. Birr), Брейанстон (англ. Bryanston), Колдстрім (англ. Coldstream), Делевейр (англ. Delaware), Денфілд (англ. Denfield), Донуріф англ. Duncrief), Елгінфілд (англ. Elginfield), Еттрик (англ. Ettrick), Елдертон (англ. Ilderton), Еван (англ. Ivan), Кілворт (англ. Kilworth), Комока (англ. Komoka), Літлвуд (англ. Littlewood),  Лобо (англ. Lobo), Лобо-Сайдінг (англ. Lobo Siding), Мейпл-Гров англ. Maple Grove), Мелрос (англ. Melrose), Поплар-Гіл (англ. Poplar Hill), Шарон (англ. Sharon), Сотгейть (англ. Southgate), Сотволд англ. Southwold), Телфер (англ. Telfer) та Ваннек (англ. Vanneck).

- Село Ньюбурі (англ. Newbury)
- Норт-Міддлесекс (англ. North Middlesex)
  - Спільноти: Айлса Крейг (англ. Ailsa Craig), Бічвуд (англ. Beechwood), Борниш (англ. Bornish), Бовуд  (англ. Bowood),  Брінслі (англ. Brinsley),  Карлайсль (англ. Carlisle), Корбет  (англ. Corbett), Грінвей (англ. Greenway), Гонгрі-Голо (англ. Hungry Hollow),  Лері (англ. Lieury),  Морей (англ. Moray),  Монт-Кармель (англ. Mount Carmel),  Нейрн (англ. Nairn), Парквіль (англ. Parkhill), Себель  (англ. Sable),  Спрінгбенк (англ. Springbank),  Силван (англ. Sylvan) та Вест-Макгіллілврей(англ. West McGillivray).

- танушип Соусвест-Міддллсекс (англ. Southwest Middlesex) (township)

- - Спільноти: Аппін (англ. Appin), Екфрід (англ. Ekfrid), Гленко (англ. Glencoe), Льюїс-Корнерс (англ. Lewis Corners), Максвіль (англ. Macksville), Мейфайр (англ. Mayfair), Ньюбурі-Стейшн (англ. Newbury Station), Норт-Аппін-Стейшн (англ. North Appin Station), Норт-Екфрід (англ. North Ekfrid), Норт-Гленко-Стейшн (англ. North Glencoe Station), Ріверсайд (англ. Riverside), Стретберн (англ. Strathburn), Тейт-Корнерс (англ. Tate Corners), Вардсвіль (англ. Wardsville) та Вудгрін (англ. Woodgreen).

- Стратрой-Карадок (англ. Strathroy-Caradoc)

- - Спільноти: Кайрнгорм (англ. Cairngorm), Камбелваль (англ. Campbellvale), Карадок (англ. Caradoc), Кристіна (англ. Christina), Фалконбридж (англ. Falconbridge), Глен-ок (англ. Glen Oak), Лонгвуд (англ. Longwood), Мельбурн (англ. Melbourne), Монт-Бриджес (англ. Mount Brydges), Мунсей (англ. Muncey) та Стратрой (англ. Strathroy).

- Темс-Центр (англ. Thames Centre)

- - Спільноти: Авон (англ. Avon), Белтон (англ. Belton), Чері Гров (англ. Cherry Grove), Крамптон (англ. Crampton), Кобел-Гіл (англ. Cobble Hill), Дервент (англ. Derwent), Дівайзіс (англ. Devizes), Дорчестер (англ. Dorchester), Евелин (англ. Evelyn), Фанша Лейк (англ. Fanshawe Lake), Френдлі Корнерс (англ. Friendly Corners), Гладстон (англ. Gladstone), Гаріетсвіль (англ. Harrietsville), Келі Станція (англ. Kelly Station), Мослі (англ. Mossley), Нілстон (англ. Nilestown), Олівер (англ. Oliver), Пловер Мілс (англ. Plover Mills), Путман (англ. Putnam), Самрнвіль (англ. Salmonville), Сілвермун (англ. Silvermoon), Торндейль (англ. Thorndale), Три-Бриджес (англ. Three Bridges) та Велбурн (англ. Wellburn).

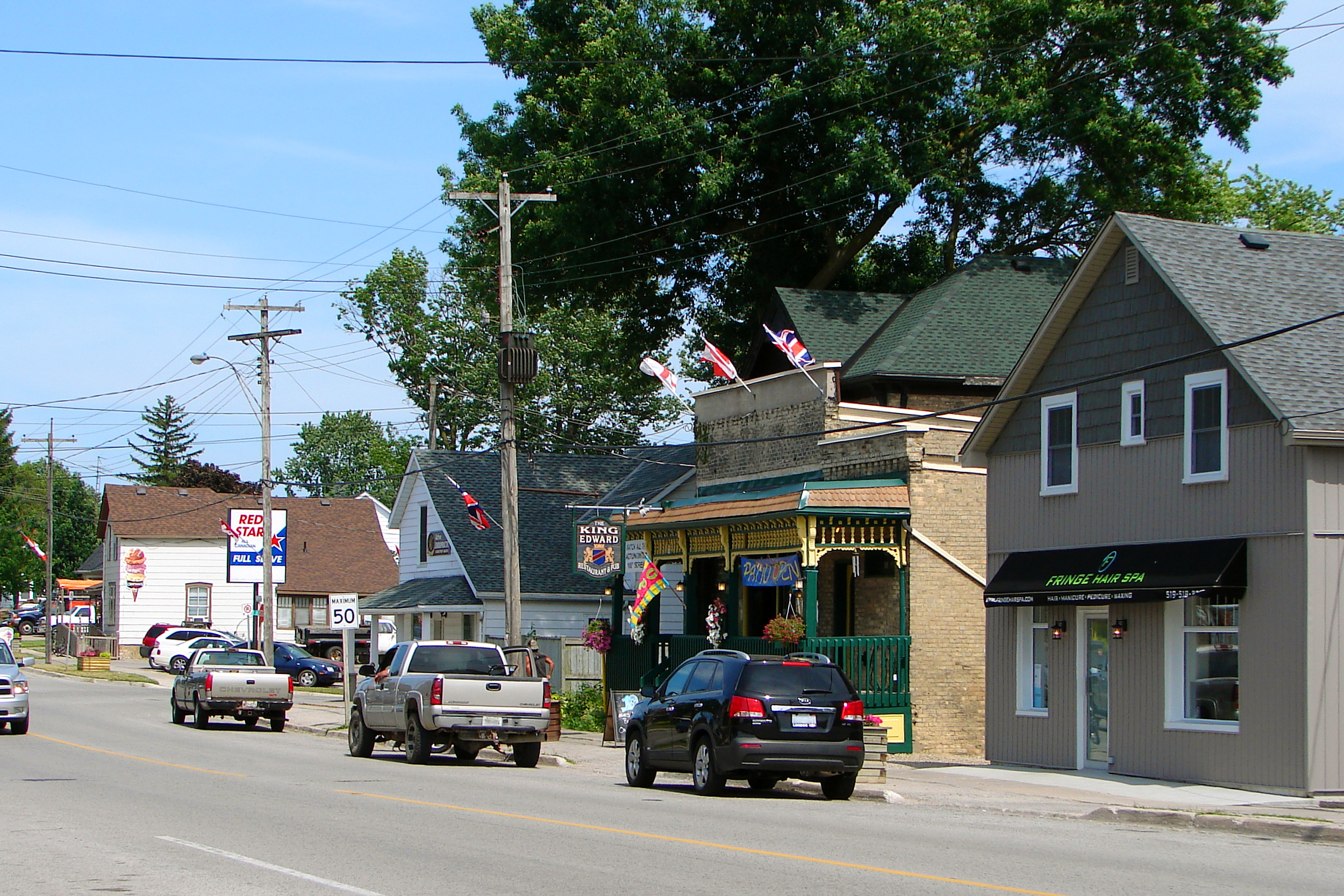
Ейдертон, Міддлесекс Центр, Онтаріо

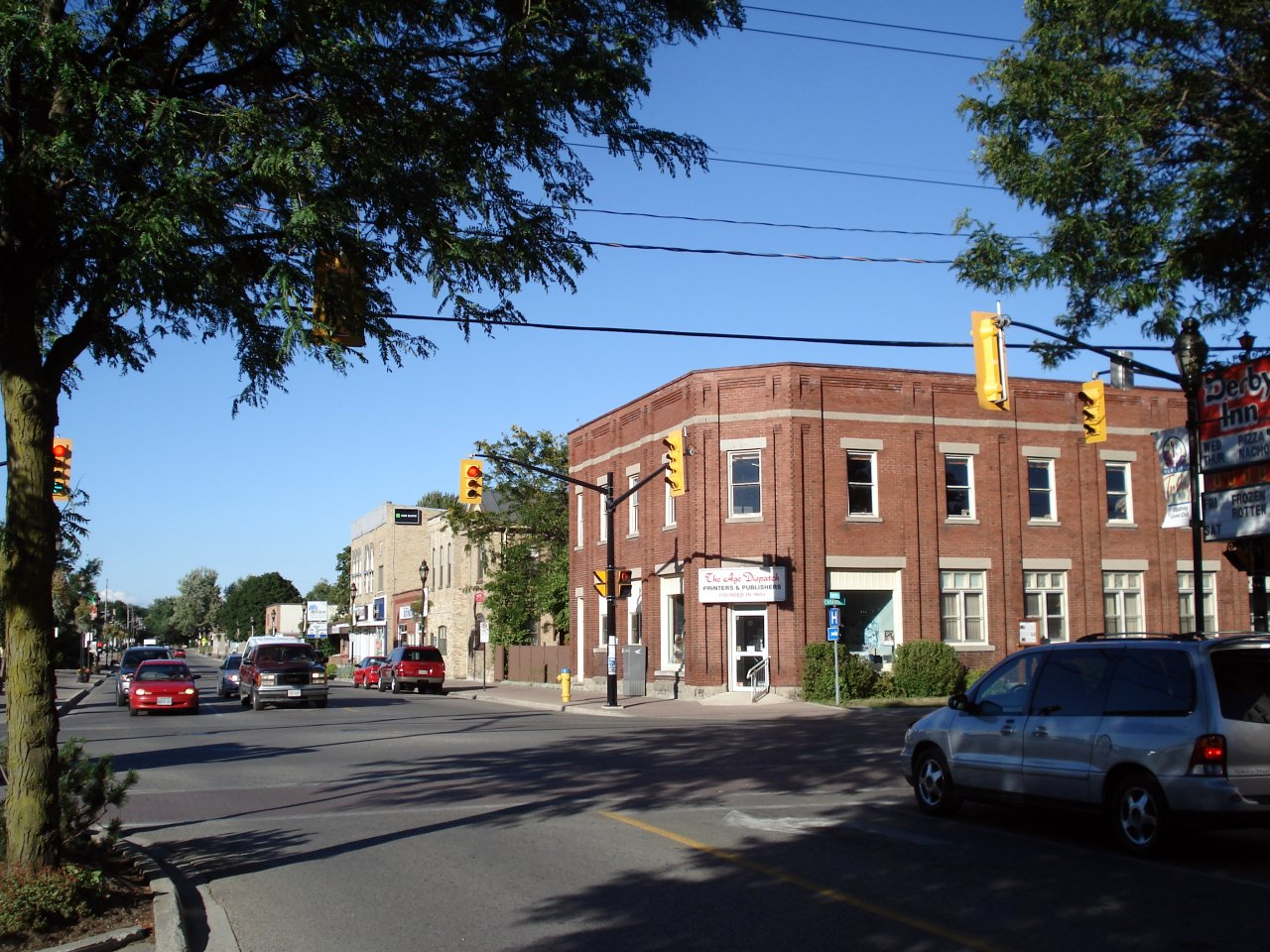
Карадок Стратой Онтаріо

Перша резерви Націй, розташованих в підрозділі Міддлсекс перепису:
- Чіппівас -Томвс Перший Нація (англ. Chippewas of the Thames First Nation 42)
- Мунсі-Делвар Нація (англ. Munsee-Delaware Nation 1)
- Оніда Нація Теймса (англ. Oneida Nation of the Thames)